# Acanthocreagris serianii
Espèce
Acanthocreagris serianii est une espèce de pseudoscorpions de la famille des Neobisiidae.

## Distribution
Cette espèce est endémique de Frioul-Vénétie Julienne en Italie. Elle se rencontre vers Aviano.

## Publication originale
- Gardini, 1998 : The genus Acanthocreagris in Italy (Pseudoscorpionida, Neobisiidae). Fragmenta Entomologica, vol. 30, no 1, p. 1-73.